# Aloysia naviculata
Aloysia naviculata là một loài thực vật có hoa trong họ Cỏ roi ngựa. Loài này được Ravenna mô tả khoa học đầu tiên năm 2007.